# 파일라카섬

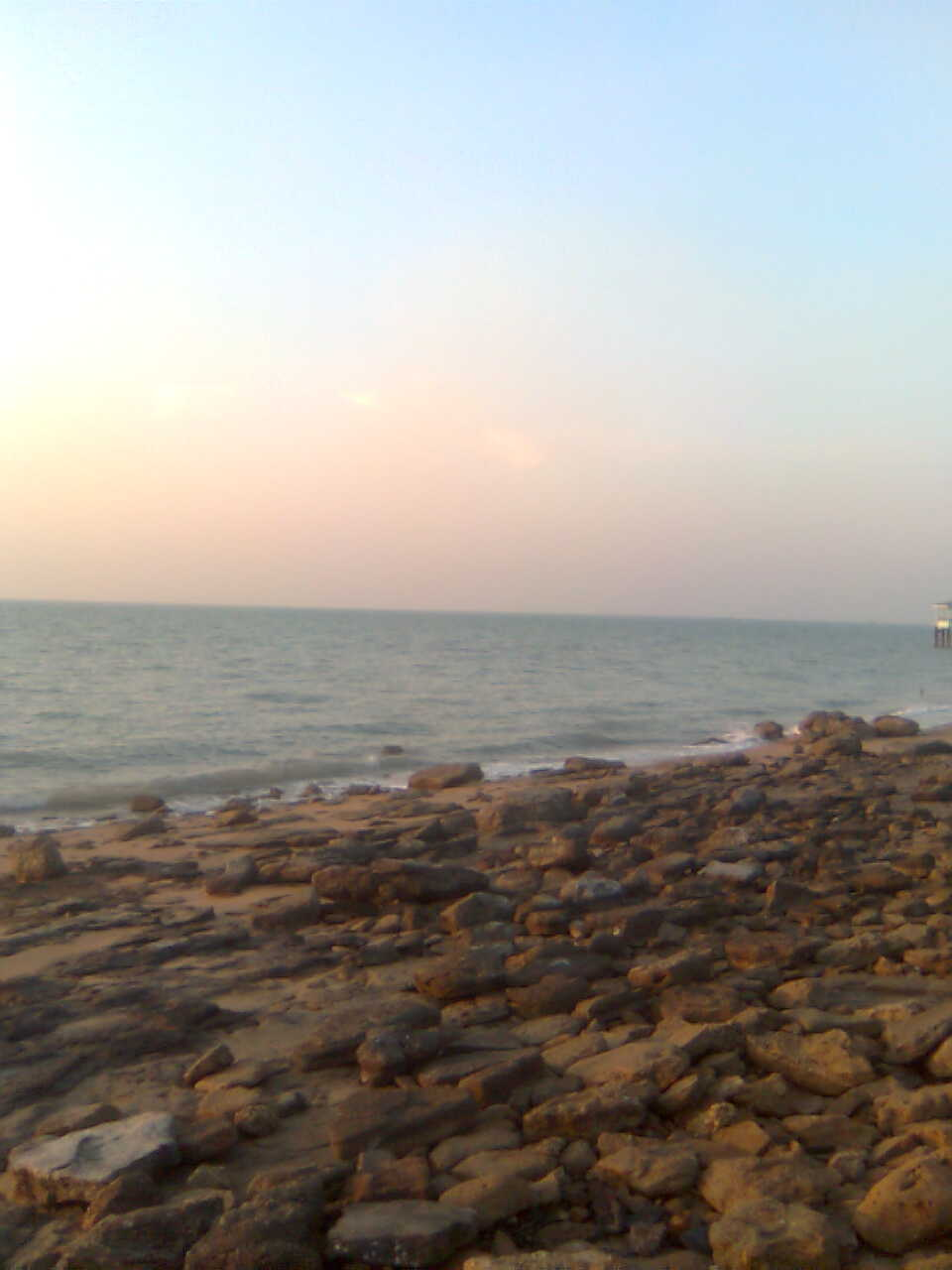
파일라카섬의 해변

파일라카섬(Failaka Island)은 페르시아만의 쿠웨이트 섬이다. 페르시아만 쿠웨이트시티의 해안에서 20킬로미터 지점 떨어진 곳에 위치해 있다. "파일라카"라는 지명은 전초지기를 의미하는 고대 그리스어 φυλάκιο(ν) – fylakio(n)에서 비롯된 것으로 간주된다.
파일라카섬은 우르의 수메르 도시국가의 지위가 상승한 이래로 전략적 요충지로 자리잡혀 있다.